# Constantin Le Paige

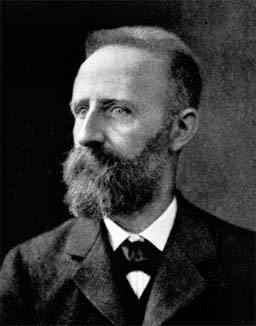
Constantin Le Paige

Constantin Marie Michel Hubert Jérôme Le Paige (* 9. März 1852 in Lüttich; † 26. Januar 1929 ebenda) war ein belgischer Mathematiker.

## Leben
Le Paige ging auf das Königliche Athenäum in Lüttich, studierte an der Universität Lüttich bei Eugène-Charles Catalan und François Folie und wurde 1875 promoviert („Quelques applications de la théorie des formes algébriques à la géométrie“). Danach war er dort Dozent und ab 1882 außerordentlicher Professor und 1885 Professor. 1895 bis 1898 war er Rektor der Universität und 1922 ging er in den Ruhestand. Neben Mathematik unterrichtete er auch Astronomie und war 1897 bis 1922 Direktor des zur Universität gehörigen Astrophysikalischen Instituts. 1905 bis 1922 war er Administrateur-Inspecteur der Universität.
Er befasste sich insbesondere mit algebraischer Geometrie. Er konstruierte beispielsweise eine kubische Fläche, die durch drei Punkte auf einer Gerade und sechzehn andere Punkte gegeben ist.
Er befasste sich auch mit Mathematik- und Astronomiegeschichte und veröffentlichte den wissenschaftlichen Briefwechsel von René François Walther de Sluze (1884).
1885 wurde er korrespondierendes und 1890 volles Mitglied der Königlichen Akademie der Wissenschaften und Schönen Künste von Belgien und war Mitglied der Königlichen Gesellschaft der Wissenschaften von Lüttich. Er war Mitglied der Leopoldina, der Böhmischen Akademie der Wissenschaften und der Akademie von Lissabon.
Er besaß eine wertvolle Sammlung antiquarischer Bücher.